# Акваріумний нагрівач

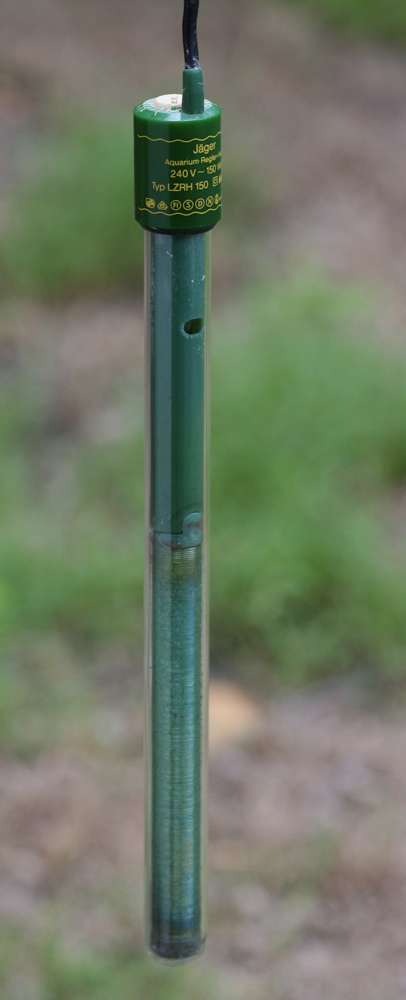
Сучасний акваріумний нагрівач

Акваріумний нагрівач — пристрій для підігріву води в акваріумі, складова його технічного забезпечення. Звичайно складається з двох частин: нагрівача та регулюючого елемента для підтримання сталої температури. Застосовується переважно в тепловодних та тропічних акваріумах.
В сучасній акваріумістиці найбільше поширені електричні нагрівачі, в яких джерелом тепла є електрична спіраль. В комбінації з регулюючими елементами такі нагрівачі дозволяють досить точно підтримувати необхідну температуру при відносно невеликому розмірі та вартості. Дещо раніше електричні нагрівачі виготовлялись з радіо-резисторів, які монтувались в хімічній пробірці і засипались піском, ще раніше як нагрівач використовували пробірки, наповнені сольовим розчином, в який вміщувались два вугільні електроди від старих батарейок.

## Конструкція та місце встановлення
За джерелом енергії акваріумні нагрівачі поділяються на: електричні, в яких вода нагрівається від елемента, що живиться електричним струмом; паливні, в яких вода нагрівається відкритим вогнем; такі, що живляться від систем центрального опалення.
За розміщенням в акваріумі нагрівачі поділяються на: внутрішні, що повністю занурюються у воду; з частковим зануренням, в яких нагрівач знаходиться у воді, а регулюючий елемент в повітрі; зовнішні, в яких нагрівальний елемент знаходиться у повітрі.
Внутрішні нагрівачі встановлюють або на дні акваріума, або в місці, де є струм води від фільтра, протоки тощо.

## Потужність
Потужність нагрівача визначається параметрами акваріума (об'єм; площа поверхні; наявність кришки або покривного скла; місце встановлення, тип та потужність ламп освітлення тощо) та різницею температур, на яку необхідно нагріти воду. В найбільш загальному випадку потужність нагрівача визначають за об'ємом акваріума та різницею температур з діапазону (0.2:0.5 Вт)/(л*градус). В нагрівачах з регулятором відносна потужність може бути до (1.0 Вт)/(л*градус).
Небажано встановлювати нагрівачі зі значним запасом потужності, оскільки вихід з ладу регулюючого обладнання або несвоєчасне відключення нагрівача може призвести до перегріву води та загибелі гідробіонтів.
Додатково до обігрівача температуру в акваріумі контролюють візуально за допомогою акваріумного термометра.